# Silenen
Silenen é uma comuna da Suíça, no Cantão Uri, com cerca de 2.180 habitantes. Estende-se por uma área de 144,78 km², de densidade populacional de 15 hab/km². Confina com as seguintes comunas: Disentis/Mustér (GR), Erstfeld, Gurtnellen, Linthal (GL), Schattdorf, Spiringen, Tujetsch (GR), Unterschächen.
A língua oficial nesta comuna é o Alemão.